# سرگیفکا (شهرستان کراسنویاروژسکی، استان بلگورود)
سرگیفکا (انگلیسی: Sergiyevka, Krasnoyaruzhsky District, Belgorod Oblast) یک شهرک در بخش کراسنویاروژسکی استان بلگورود کشور روسیه است.